# Брецку (комуна)
Брецку (рум. Brețcu) — комуна у повіті Ковасна в Румунії. До складу комуни входять такі села (дані про населення за 2002 рік):
- Брецку (2717 осіб) — адміністративний центр комуни
- Мертенуш (844 особи)
- Ойтуз (347 осіб)

Комуна розташована на відстані 179 км на північ від Бухареста, 44 км на північний схід від Сфинту-Георге, 68 км на північний схід від Брашова.

## Населення
За даними перепису населення 2002 року у комуні проживали 3908 осіб.
Національний склад населення комуни:
| Національність | Кількість осіб | Відсоток |
| -------------- | -------------- | -------- |
| угорці         | 2890           | 74,0%    |
| румуни         | 996            | 25,5%    |
| цигани         | 14             | 0,4%     |
| чанго          | 8              | 0,2%     |

Рідною мовою назвали:
| Мова      | Кількість осіб | Відсоток |
| --------- | -------------- | -------- |
| угорська  | 2909           | 74,4%    |
| румунська | 992            | 25,4%    |
| циганська | 7              | 0,2%     |

Склад населення комуни за віросповіданням:
| Релігія                                       | Кількість осіб | Відсоток |
| --------------------------------------------- | -------------- | -------- |
| римо-католики                                 | 2911           | 74,5%    |
| православні                                   | 916            | 23,4%    |
| реформати                                     | 65             | 1,7%     |
| п'ятдесятники                                 | 5              | 0,1%     |
| адвентисти                                    | 5              | 0,1%     |
| греко-католики                                | 2              | 0,1%     |
| лютерани (Синодально-пресвітеріанська церква) | 1              | < 0,1%   |
| не релігійні                                  | 1              | < 0,1%   |